# Сломін (Прушковський повіт)
Сломін (пол. Słomin) — село в Польщі, у гміні Рашин Прушковського повіту Мазовецького воєводства.
Населення — 239 осіб (2011).
У 1975-1998 роках село належало до Варшавського воєводства.

## Демографія
Демографічна структура станом на 31 березня 2011 року:
|          | Загалом | Допрацездатний вік | Працездатний вік | Постпрацездатний вік |
| -------- | ------- | ------------------ | ---------------- | -------------------- |
| Чоловіки | 104     | 20                 | 76               | 8                    |
| Жінки    | 135     | 28                 | 78               | 29                   |
| Разом    | 239     | 48                 | 154              | 37                   |